# Цветков, Василий Николаевич
Василий Николаевич Цветков (20 января 1907, дер. Каменка, Смоленская губерния — 19 июня 1976, п. Кудиново, Калужская область) — организатор сельскохозяйственного производства, Герой Социалистического Труда (1966).

## Биография
В 1928 году окончил Ленинградский зоотехнический техникум. Работал зоотехником, директором совхозов в Московской, Тамбовской, Пензенской, Калужской областях. В 1932 году вступил в ВКП(б).
С 1953 года — директор совхоза (с 1960 госплемзавода по выращиванию свиней породы ландрас) «Кудиново» Малоярославецкого района Калужской области.
Указом Президиума Верховного Совета СССР от 22 марта 1966 года за достигнутые успехи в развитии животноводства, увеличении производства и заготовок мяса, молока, яиц, шерсти и другой продукции удостоен звания Героя Социалистического Труда. Впоследствии был награждён вторым орденом Ленина. Заслуженный зоотехник РСФСР.
Избирался депутатом Верховного Совета РСФСР 7, 8 и 9 созывов (с 1967). Делегат XXII и XXIV съездов КПСС. Неоднократно избирался членом бюро Калужского обкома КПСС, депутатом областного и Малоярославецкого районного Советов народных депутатов.
Похоронен на кладбище в посёлке Кудиново.

## Память

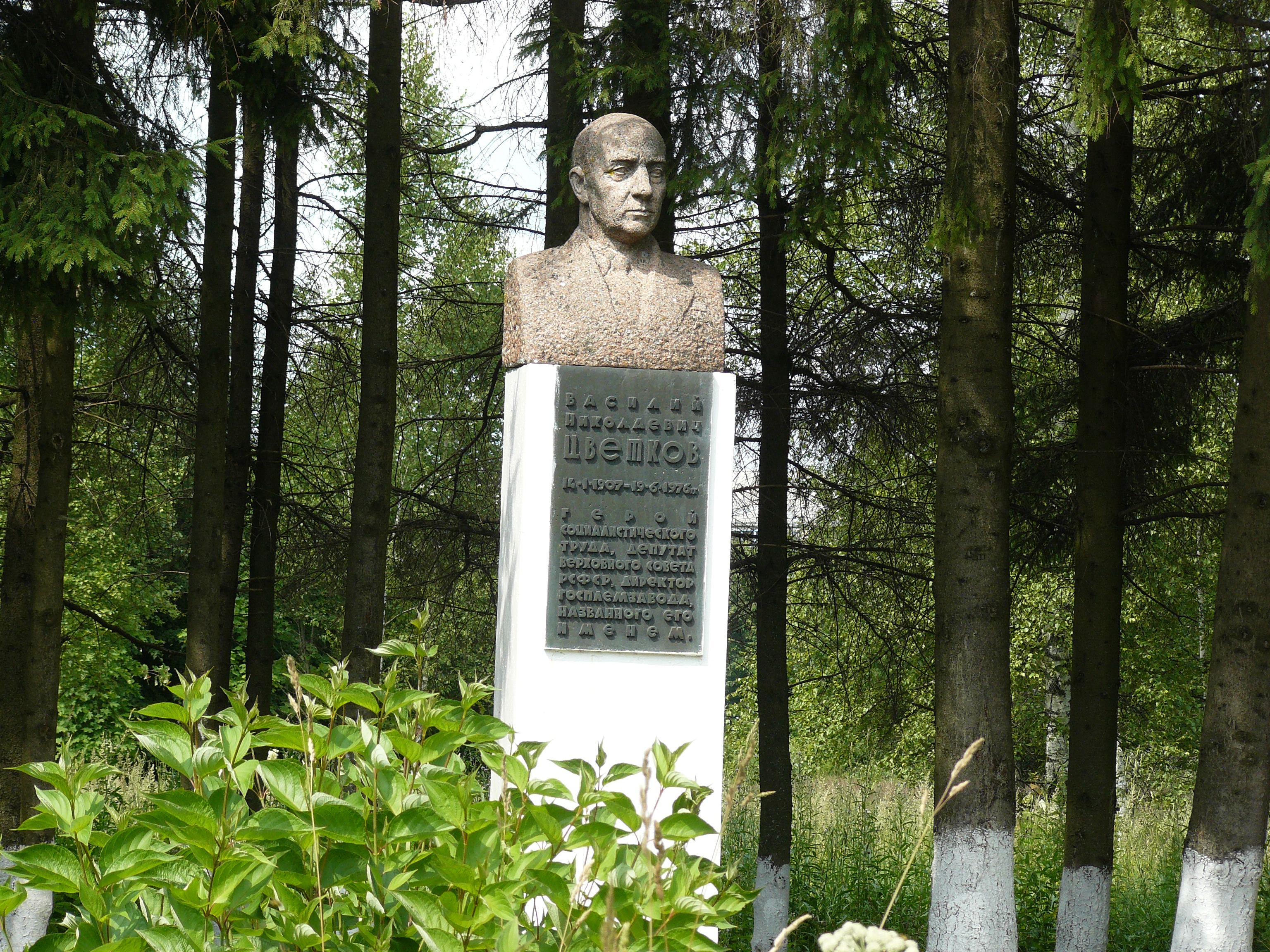

Имя В. Н. Цветкова было присвоено госплемзаводу «Кудиново» и Кудиновской средней школе.
18 июня 1977 года на центральной усадьбе госплемзавода имени В. Н. Цветкова был открыт памятник В. Н. Цветкову.